# 日立鉱山の鉱害問題
日立鉱山の鉱害問題（ひたちこうざんのこうがいもんだい）では、茨城県日立市にあった日立鉱山で発生した、鉱毒に汚染された排水と亜硫酸ガスを含んだ排煙による鉱害問題とともに、鉱害解消に向けて採られた様々な対策と鉱山経営者と鉱害被害者との交渉によって問題の解決へと導いた経緯について記述する。

## 明治以前の鉱毒水問題

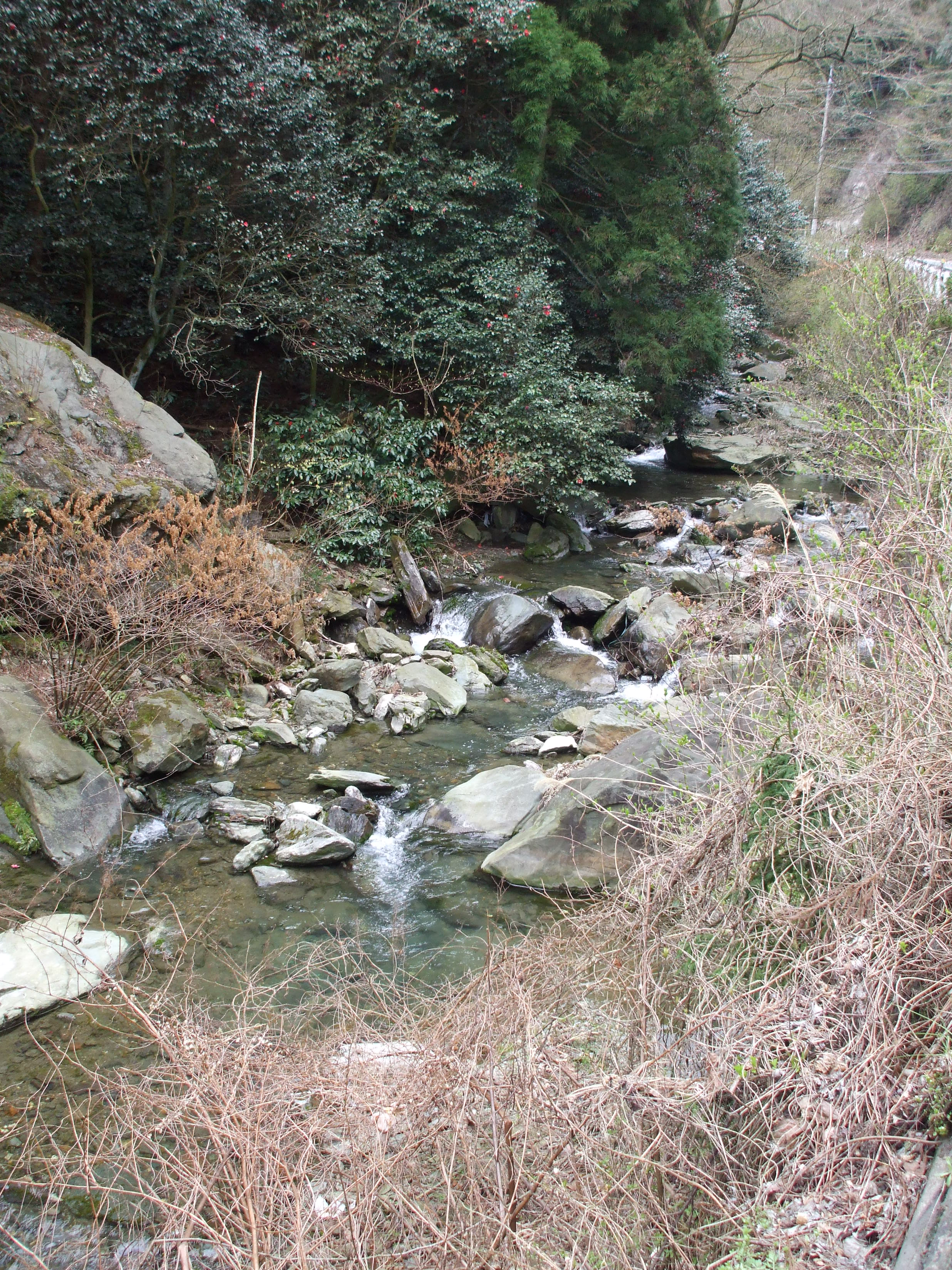
かつて日立鉱山の精練所があった大雄院付近を流れる宮田川。宮田川流域で鉱毒水問題が発生した。

日立鉱山の前身である赤沢銅山は、1625年（寛永2年）頃から銅の採掘を開始したと考えられている。そして17世紀前半の採掘開始当初から、赤沢鉱山は近隣にかなり深刻な鉱毒水被害を発生させていた。
赤沢銅山での寛永年間の採掘は、1640年（寛永17年）頃まで続けられた。享保年間以降に書かれたと推定される古文書と1907年（明治40年）に編纂された「赤沢銅山沿革史」によれば、鉱毒水が水田に流れ込むことによる減収のため、1646年（正保3年）以降、宮田川流域の約60石分に当たる水田の年貢が免除となった。1650年（慶安3年）には被害水田のうち47石あまりは鉱毒に汚染された土の除去を行うなどの土壌改良を行ったため、3ヵ年の年貢免除の上、1653年（承応2年）に年貢率の低い水田に格付けされた。そして17世紀には1640年（寛永17年）以降も永田茂衛門とその息子である永田勘衛門による赤沢銅山開発の試みが3回行われたが、やはり宮田川流域の水田に鉱毒被害を発生させたことなどが原因で開発は頓挫した。
1705年（宝永2年）には、幕府の後援を受けて豪商の紀伊國屋文左衛門らが参画した赤沢銅山の銅採掘が行われた。この時も宮田村の水田に鉱毒水が流れ込み、2割以上の水田が著しい不作のために年貢が免除される事態に陥るなど、かなり大規模な鉱害が発生したこともあって開発は中止に追い込まれた。度重なる鉱害により、その後水戸藩は赤沢銅山の開発申請が出されても、鉱害問題を理由に許可を出さないようになった。
水戸藩が赤沢銅山の開発を許可したのは、幕末の1861年（文久元年）、大塚源吾衛門の開発申請時である。この時も地元では鉱毒水問題の再発を懸念して鉱山開発の反対意見が出されたが、藩は以前と比べて採鉱、選鉱、精練などの技術が進歩していること、そして万一鉱毒水問題が発生した場合、経営者の大塚源吾衛門に補償させることを約束して反対意見を説得し、赤沢銅山の開発が行われることになった。鉱害問題を鉱山経営者の補償で解決するという判断がこの時点で成立していたのは注目され、江戸時代に鉱毒被害を受けた水田の年貢減免が実施されていたことと併せて、鉱毒問題は補償で解決を図るという慣習が成立していったことは、その後の鉱山の発展に伴って鉱害の被害拡大した際の事態解決に影響するようになった。

## 明治時代の赤沢銅山での鉱毒水問題

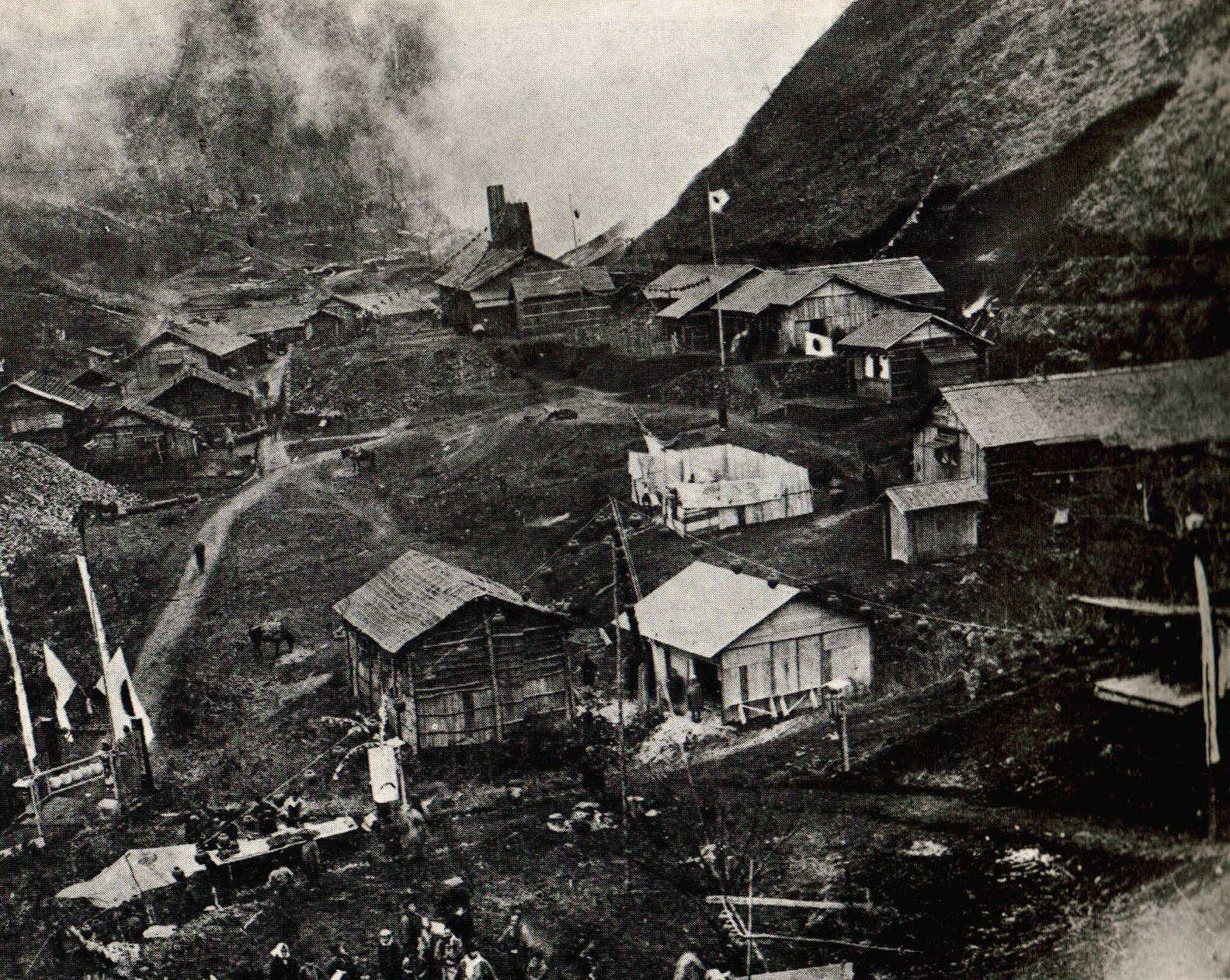
1905年頃の赤沢銅山

天狗党の乱のために大塚源吾衛門の赤沢銅山開発は1864年（元治元年）に頓挫する。その後明治に入って副田欣一が赤沢銅山開発に乗り出し、赤沢から峠を越えた入四間村でも銅山開発が行われたが、ともに経営が軌道に乗ることなく休山となった。それから赤沢銅山の経営権は譲渡が繰り返されたが、実際に鉱山経営が行われることはなかった。そのような中、1892年（明治25年）に赤沢銅山付近の鉱業権を得た平野良三は日立村村長らと鉱山稼動に関する契約を締結し、鉱山経営再開への意欲を見せた。契約の中で鉱害が発生した場合、鉱業主である平野が賠償を行うことを約束していることが注目される。しかし平野は実際の鉱山経営に乗り出すことはなく、1894年（明治27年）に高橋元長と城野琢磨に鉱業権を譲渡した。
高橋と城野は、副田以来久しぶりに赤沢銅山経営に乗り出し、日清戦争時の銅需要の高まりもあって鉱山経営は順調であった。そこで1896年（明治29年）10月には鉱区の拡大を出願して経営の規模拡大を図った。すると鉱山の規模拡大に伴って鉱害が激しくなることを懸念した地域住民の頑強な反対運動が発生した。同年11月、茨城県知事からの照会を受けた日立村長は、古くからの銅山開発に伴う鉱害で水田の鉱害被害が続いており、また昨今の鉱山からの排水により川に魚影が見られなくなってきていることを説明し、増区を出願している区域は田の用水の源であり、増区が認められれば更なる被害の発生は必至として反対の答申を行った。それに対して東京鉱山監督署の監督官の現地調査では、現地では田畑の開墾地は少なく、鉱毒水が含まれる宮田川から農業用水を取水している田畑も少なく他に用水を求めることも容易であり、更に鉱毒そのものも鉱山の排水ではなく硫化鉱の大きな露頭が原因であると断じ、増区に問題はないとの復命書が提出された。しかし東京鉱山監督署の監督官の復命書に対して、日立村側は現地に開墾地は多く、そして多くの田畑は宮田川から取水していること、鉱毒の被害は天保年間の検地でも認められていて、地租改正時にも引き続き認められていること、更には宮田川の支流では魚が多く生息しているのに、本流と合流してからは魚の姿が見えなくなるのは明らかに鉱毒水の影響であり、現に地域住民は鉱毒に汚染されている水を飲料水として利用している状態であると、鉱害の発生事実について逐一説明をし、茨城県知事に対して再度の調査を強く要請する答申を提出した。
このような地元の激しい反対運動に直面した高橋と城野は、1898年（明治31年）7月、坑内からの排水と選鉱物から出される排水を、新たに建設する鉱毒予防施設によって処理することと、飲料水についても鉱害による被害が認められる場合、井戸を新たに掘るという計画を東京鉱山監督署に上申した。再び照会を受けた日立村では、高橋と城野の提案に加えて、宮田川を飲料水に用いている住民のために各所に井戸を掘ることと、水田に被害が発生した場合、水田の所有者に対して賠償を行うことを条件に増区を認めるとの意見書を答申し、1899年（明治32年）4月、ようやく増区は認められることになった。しかし高橋と城野は、鉱害対策費など鉱山経営を継続するために必要とされる資金調達に失敗し、1900年（明治33年）、横浜の貿易商であるボイエス商会に鉱業権を譲渡することになる。
ボイエス商会は「赤沢鉱業合資会社」を設立し、赤沢銅山の開発を積極的に進めた。その結果赤沢銅山の銅生産量は大きく伸び、鉱山の発展が見られるようになった。鉱山の拡大はまた鉱毒水の被害拡大をもたらすことになった。1904年（明治37年）5月の地元新聞には、鉱毒水によって水田の被害や川水が飲めなくなるといった被害が年々拡大を続けており、地元住民は被害防止のために奔走しているといった記事が掲載された。実際、1903年（明治36年）11月には鉱山監督署から鉱毒予防命令が出されていたが、1904年（明治37年）7月には、ボイエス商会から大橋真六、松村清吉らに赤沢銅山の経営権が移ったことと、鉱毒予防施設の設計に不備があるとの理由によって、再度の予防命令が出されることになった。1899年（明治32年）に高橋元長と城野琢磨が建設を約束した鉱毒予防施設がこの時点になっても建設されていなかった。
鉱毒水問題と並んで地域住民と赤沢鉱業合資会社との対立を招いたのが宮田川上流の立木伐採問題であった。宮田川上流の立木については早くも明治初年の副田欣一の経営下で鉱山の規模拡大と銅精練などのための薪炭用として伐採を申請したが、水源地の森林を保全する必要があるとして申請を却下された経緯があった。1903年（明治36年）12月、赤沢鉱業合資会社は宮田川上流部森林の事業権を取得し、立木の伐採を開始した。赤沢銅山によって水源地の森林が伐採されていることを知った地域住民は、鉱毒水問題とともに立木伐採反対運動を起こすことになった。
1904年（明治37年）7月、地域住民は赤沢銅山の事務所に押しかけ、立木伐採の中止と鉱毒予防施設の建設終了まで鉱山の操業停止を要求した。赤沢鉱業はこれらの要求を拒否したため、地域住民は「鉱毒除害立木禁伐請願期成同盟会」を組織し、農商務大臣や内務大臣、鉱山監督署長、そして東京大林区署などに陳情を行った。鉱山の操業停止についての訴えが通ることはなかったが、鉱毒予防施設の建設については地域住民の運動開始後に建設が急がれ、1905年（明治38年）1月に完成した。しかし鉱毒予防施設は実際の鉱毒予防にはほとんど役立たなかった。
一方、立木伐採問題に関しては赤沢鉱業側が鉱山の経営規模拡大のために新たに国有林の払い下げ願いを提出し、対立が更に激化した。地域住民は該当山林を水源涵養のために保安林編入を申請し、1905年（明治38年）12月、茨城県庁に設置された森林会は該当山林を「水源涵養の地」であると認め、保安林設置申請を許可した。鉱害問題と立木伐採問題で地域住民との激しい対立を招いた赤沢鉱業は、鉱石の銅品位の低下や鉱毒予防施設の建設などで収支が悪化しており、経営者である大橋真六、松村清吉らは経営意欲を失っていった。そのような中、赤沢銅山に可能性を見い出した久原房之助によって買収されることになった。

## 日立鉱山の成立と鉱毒水問題への対処

### 鉱毒水問題と宮田川流域の土地占有

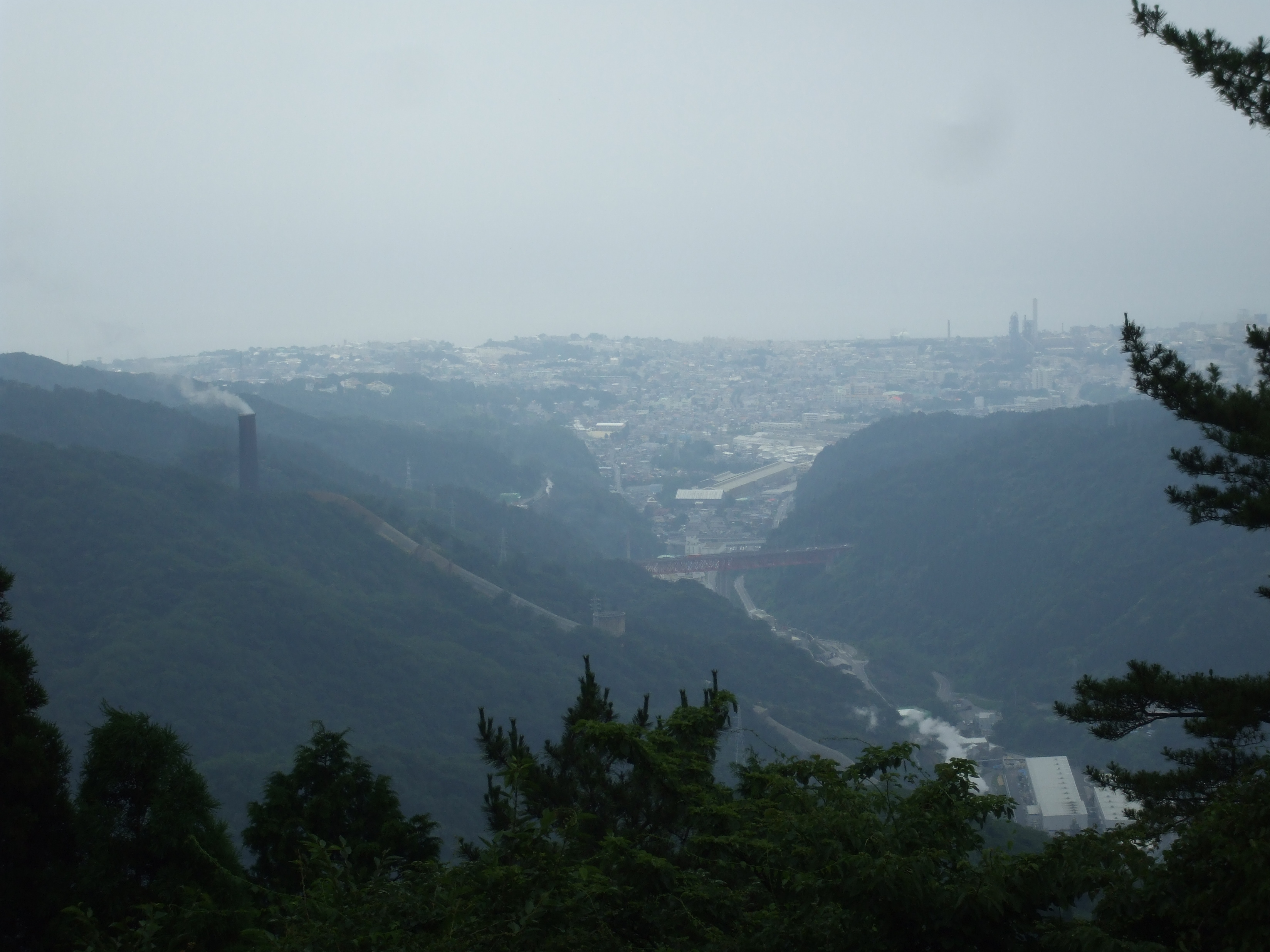
神峰山山頂から見た日立市街。神峰山から見て宮田川の谷が開けたところに市街地が広がり、太平洋に面していることがわかる。左側山腹に崩壊後短くなった大煙突が見える。

1905年（明治38年）12月、久原房之助は赤沢銅山を買収し、同年、日立鉱山と改名した。日立鉱山は創業当初は様々な困難にぶつかり粗鉱産出量も伸び悩んだが、1907年（明治40年）頃からは次々と有望な新鉱床が発見され、新しい技術の積極的な導入もあって粗鉱産出量は急速に伸びていった。しかし産出量の急速な増加にもかかわらず鉱毒水への対策は十分ではなく、1906年（明治39年）頃の状況は、粉鉱は野積み状態で放置され、廃石に至っては宮田川の渓谷に投棄していて、野積みの粉鉱や渓谷に投棄された廃石から重金属など鉱害の原因となる物質が宮田川に流出した。そのため鉱山の規模が拡大を開始する1907年（明治40年）には、宮田川沿いの宮田地区では鉱毒水のために苗代が大きな被害を受け、約80パーセントもの水田が作付け不能に陥った。
1908年（明治41年）3月、地元選出の政友会の衆議院議員である根本正は、日立鉱山の鉱毒水問題に関する質問主意書を提出した。そして根本は質問主意書に基づき、帝国議会で農商務大臣と内務大臣に質問を行った。根本の質問主意書と帝国議会での質問内容からも宮田川流域で鉱毒被害が拡大している事実が明らかになるが、質問主意書に対する農商務大臣の答弁書から、日立鉱山側は一部の水田に宮田川以外の水源から水を引くための用水路を設け、また土地所有者に借地料を支払ったり損害を補償するなどの対策を講じていることが判明する。実際、日立鉱山での粗鉱産出量が増大する1907年（明治40年）には宮田川流域の農民に対して、鉱毒水問題に関しては金銭補償を行い、更に土地の売却を地主が望む場合には地価よりも高額で鉱山が買収する義務を負うかわりに、契約を結んだ土地の鉱害予防のために措置を講じる必要性がない旨を明記した契約を結んだ例があることが明らかになっている。また土地の買収以外に日立鉱山が鉱毒水の被害に遭った土地を借りる形の契約も広く行っており、その結果鉱毒水の被害地である宮田川流域の多くの土地が日立鉱山によって買収ないしは借り上げがなされた。特に宮田地区では明治末までに6割を超える土地が占有されたと考えられている。
買収や借り上げによって日立鉱山に占有された土地は、鉱毒水の被害を受けていたこともあって当初、多くが荒地として放置されていた。耕作がなされなくなった荒地に1909年（明治42年）と翌1910年（明治43年）、コオロギが大量発生し、残存していた農地に大きな被害を与えた。このときコオロギの駆除に要した費用は日立鉱山が負担した。またこの頃になると鉱山の発展に伴って周辺地域から多くの農産物が鉱山にもたらされるようになっており、宮田川流域から生産される農産物の売れ行きに影響を与えるようになった。これらの事態は宮田川流域の農民の営農意欲の更なる低下をもたらした。結局宮田川流域の農業は、病気に強い苗であるとの高い評価を受けるようになった杉苗など一部の例外を除き、衰退の一途を辿った。なお杉苗が高評価を受けるに至った理由としては、海辺に近い産地であったために苗の病気にかかりにくかったこと、後に触れる日立鉱山が設立した試験農場の苗木生産技術が活用されたこと、そして日立鉱山からの亜硫酸ガスなどの煙害が逆に杉苗の病気発生を防いだ可能性が指摘されている。
日立鉱山側に占有された宮田川流域の土地には、電練工場、芝内製作所（後の日立製作所山手工場）、日立鉱山専用電気鉄道や、鉱山病院、鉱山住宅、小学校など、鉱山や鉱山で働く労働者関連の施設が相次いで建設されていくことになる。日立鉱山の急速な発展によってそれら鉱山関連施設が宮田川流域に数多く立ち並ぶこととなった。一部の例外を除いて宮田川流域の農業が衰退し、鉱山関連の施設が立ち並ぶようになった結果、宮田川流域の鉱毒水問題は社会問題としては一定の解決がなされた。これは日立鉱山の経営者となった久原房之助は、赤沢銅山時代の経営者とは比べものにならない資本力があり、多くの宮田川流域の土地占有が可能であったことと、何よりも日立鉱山がある宮田川最上流部から河口まで約8キロしかなく、鉱毒水の汚染地域が比較的狭い地域に限定されていたという地理的な好条件が大きかった。

### 鉱毒水による漁業問題
日立鉱山からの鉱毒水は宮田川河口付近の海の汚染を発生させ、漁業に被害を与えた。日立沿岸では20世紀初頭にはカツオ、アワビなどの漁業が盛んに行われていたが、日立鉱山の発展に伴い1910年（明治43年）頃から鉱毒水によって磯焼けが発生し、アワビの不漁が続くようになった。漁業関係者は日立鉱山と茨城県に調査を要請し、1914年（大正3年）には日立鉱山側と漁業組合との間に補償交渉が妥結した。その後も戦後まで日立鉱山側から地元漁業関係者への補償は継続された。

## 煙害の発生と深刻化

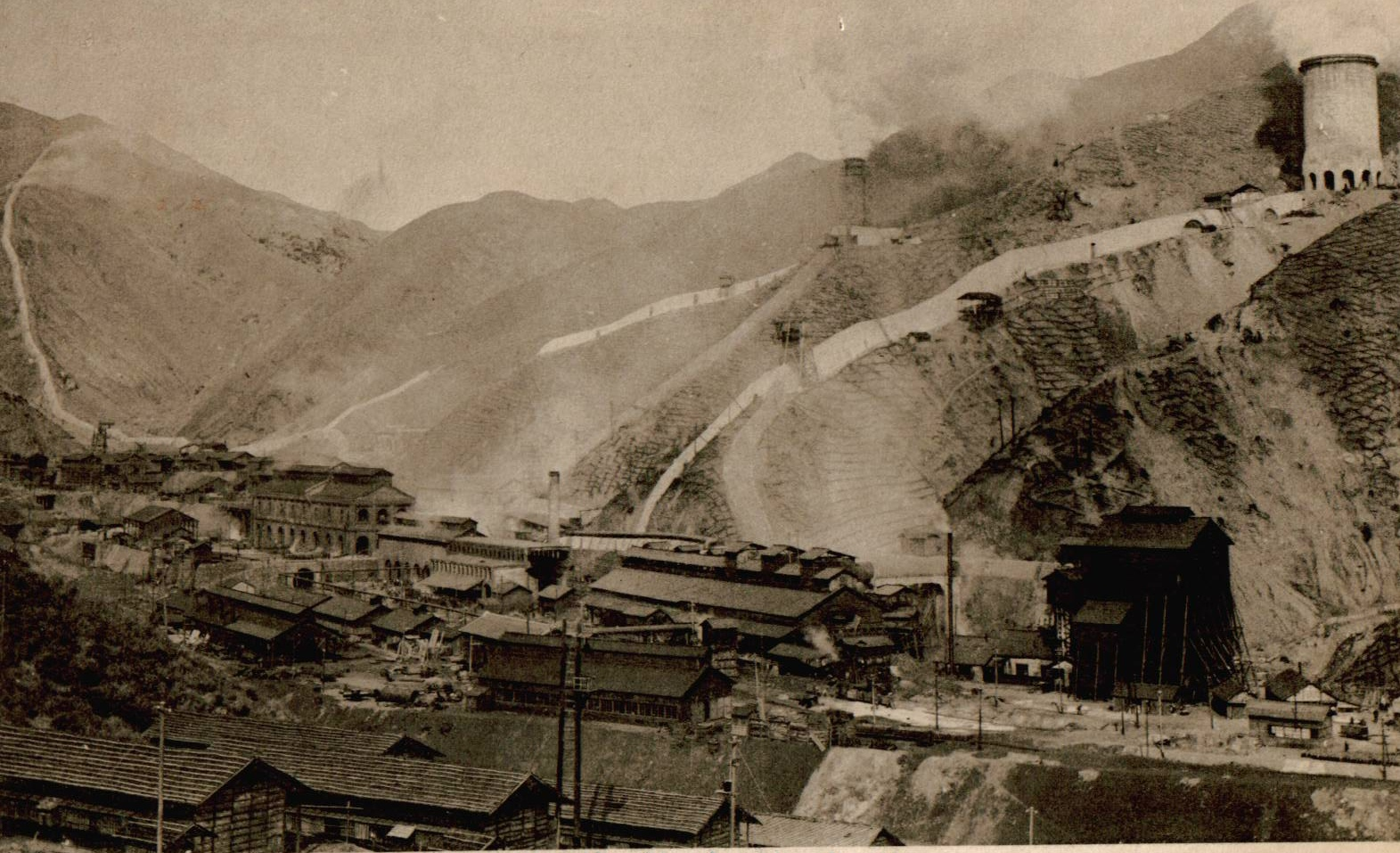
1915年の大煙突完成前、煙害がひどかった時期の大雄院精錬所。神峰煙道と通称阿呆煙突から排煙が排出されている。大正初期の絵葉書より。

日立鉱山から発生した鉱害問題で、最も大きな被害をもたらしたのは鉱石の精錬に伴い排出される排煙によって発生した煙害であった。まだ赤沢銅山時代であった1904年（明治37年）7月に行われた地元住民の鉱山操業停止要求に伴う陳情書の中に煙害についても触れられており、鉱山周辺では当時から煙害が発生していたことがわかるが、煙害問題が深刻な問題となるのは1905年（明治38年）の日立鉱山創業以降、鉱山が急速に発展するようになってからである。特に鉱山の中心地に近い中里村入四間村では1906年（明治39年）に煙害が発生し、鉱山の発展に伴いその被害は深刻さを増すようになった。
1908年（明治41年）11月には、手狭となった鉱山中心部である本山から大雄院へ精錬所が移転されたことに伴い、日立鉱山で産出された鉱石ばかりではなく、日本各地から購入した鉱石を精錬する買鉱を積極的に推進することとなり、生産量は飛躍的に伸びていった。その結果煙害もまた急速に拡大し、被害の内容も深刻化した。制限溶鉱と大煙突の建設による被害の軽減がみられるようになった1915年（大正4年）直前には煙害は茨城県北部の広い範囲、当時の4町30ヵ村にまで拡大した。。
1909年（明治42年）1月、日立鉱山は煙害など鉱害問題に対応する地所係を創設した。地所係では煙害などの被害調査、補償交渉の他に、農業・林業における煙害を研究するための農事試験場を設置し、また気象観測を行って煙害被害の軽減に努めた。更に植林・砂防そして被害地域の農林業振興の支援という活動も行うなど、幅広く日立鉱山の鉱害被害軽減を目指す業務をこなした。そして日立鉱山は煙害による被害を蒙った地域に対して、学校新設や増築、道路や橋脚の補修、青年団への寄付などを積極的に行った。鉱山事業以外でも、鉱山でまかなう電力を発電するために建設した石岡第一発電所、石岡第二発電所で発電された電力の一部を地域で使用できるように、日立電気株式会社を設立して1914年（大正3年）5月に送電を開始し、日立鉱山の病院も伝染病対策など地域医療に携わるなど、鉱山当局は地域との融和に努めた。
日立鉱山の煙害問題の特徴としては、加害者である日立鉱山側が煙害発生の原因は精錬所の排煙に含まれる亜硫酸ガスなどの有害物質によるものであるとの責任を認め、被害者とのトラブルは頻発したものの、基本的には被害者との交渉を通し、煙害に対する損害賠償を行い平和的な手段で問題を解決していったことにある。また甚大な被害にもかかわらず暴動も発生せず平和的な問題解決が行われた原因としては、日立鉱山側が比較的丁寧な対応を行ったことともに、最も被害が甚大であった入四間村が煙害問題の交渉責任者であった関右馬允（せき うまのじょう）を主として、第三者の介入や政治問題化を避け、日立鉱山側と被害者との直接交渉を通して問題解決に徹したことが大きかった。しかし鉱山側の被害補償の姿勢は入四間村など鉱山近隣には手厚く、鉱山から離れた場所については放任に近い面も見られた。経営者である久原房之助が唱える「一山一家」という経営家族主義を基本とする日立鉱山が鉱山の近隣を重視する考え方を取っていたため、このようなことになったと考えられる。

### 入四間村の煙害被害交渉
入四間村では1907年（明治40年）5月、日立鉱山と第一回目の煙害に関する交渉が行われた。当時、足尾銅山の鉱毒問題が社会問題化しており、鉱害に対する世論の高まりもあって、被害を蒙った入四間村では強硬な意見が噴出し、鉱山事務所や県庁へ押しかけようとの動きもあったが、結局日立鉱山側が補償金の支払いを行うことで交渉は妥結し、同年の8月と12月に補償金が支払われた。また日立鉱山からの煙害を受けた他の地区でも、ほぼ同じ頃から被害に対する補償を日立鉱山側から受けるようになったと考えられる。
日立鉱山の発展に伴い煙害は激化の一途を辿った。1911年（明治44年）には入四間村住民は日立鉱山側と煙害問題の交渉を担う「煙害交渉委員会」を設置した。委員長には当時23歳の関右馬允が選ばれ、関はその後鉱山側との補償交渉など、煙害問題解決のために尽力をする。
関の問題解決の方針は、当時大きな社会問題となっていた足尾銅山の鉱毒問題とは異なり、日立鉱山側に操業停止は求めず被害の損害賠償を要求すること、日立鉱山と被害者農民との直接交渉で問題解決を図り第三者の介入や政治的解決を行わないといったものであった。この関の方針は日立鉱山側の、交渉で問題解決を進める方針と合致し、日立鉱山側と被害者と共同で被害状況の確認を進めて補償問題解決を図り、また日立鉱山側から煙害問題軽減のための農業技術指導を受けるなど、煙害問題の平和的解決が進められることになった。この結果、被害者側加害者側双方が納得する煙害被害の損害賠償が決定されることになり、また農業技術指導は農作物の煙害軽減に役立った上に入四間村の農業技術向上に寄与することにも繋がった。
入四間村は日立鉱山に近く煙害が最も激しかった地域であったが、日立鉱山側と被害者側との間でおおむね円満な問題解決が図られたため、甚大な被害にもかかわらず比較的平穏であった。このため現在の常陸太田市周辺の2町16村で組織された連合煙害調査会は、激甚被害地である入四間村を加入させることによって運動の活発化を図ることをもくろみ、再三調査会への加入の勧誘がなされたが、入四間村では勧誘を拒絶し鉱山側との独自の交渉を継続した。入四間村での冷静な対応による煙害問題解決の成果はやがて近隣被害地にも影響を及ぼし、煙害問題の交渉による平和的解決は次第に被害地全体に広まっていった。
交渉による問題解決の方針が、被害者である入四間村住民と加害者の日立鉱山側との間で共有されていたとしても、鉱山に近接し甚大な煙害被害地である入四間村と日立鉱山側との間に全く緊張関係がなかったわけではない。1912年（明治45年）の7月半ばの激しい煙害では、憤激した入四間村住民は抗議のために日立鉱山事務所に押しかける寸前の事態が発生した。また鉱山の発展に伴い鉱石の精練量も増加しており、様々な対策にもかかわらず煙害は激化し続け、入四間村など鉱山近隣では田畑のみならず山林も甚大な被害を受けてはげ山状態となってしまった。当時の農家は山林から入手する堆肥を主に肥料として使用していたため、煙害による田畑の直接的被害の上に山林の煙害によって肥料入手も困難となり、まさにダブルパンチを受けることになった。農業継続が困難に追い込まれた入四間村側では他地への集団移転を日立鉱山側に要求したが、入四間村が希望した近隣での移転先は見つからず、鉱山側からは那須野への集団移転を提案された。これには入四間村住民の間で賛否両論が出され話はまとまらなかった。結局1915年（大正4年）3月1日の大煙突の完成によって鉱山近隣である入四間村の煙害は減少し、煙害問題は軽減されることになった。
大煙突完成後、煙害は軽減したが気象状況の影響で発生することもあった。入四間村では継続して煙害被害の補償金を鉱山側から受け取るとともに、煙害交渉委員会の委員長である関は、はげ山と化した山林復興のために鉱山側に苗木の無償交付を要求し、これを認めた日立鉱山側は入四間村に約17万本の苗木を無償供与した。

### タバコ被害の深刻化とその影響
農作物への煙害の中でもとりわけ問題となったのが、茨城県北部で広く栽培され「水府タバコ」と呼ばれ特産品となっていたタバコへの被害であった。タバコは作物の中でも煙害に弱かったが、日立鉱山近隣でのタバコの栽培面積は狭く、被害発生当初は大きな問題とはならなかった。しかし鉱山の発展に伴い煙害が拡大する中、茨城県北部一帯に甚大な被害を与えるようになり、タバコは単一の農作物としては最大の煙害被害補償額を費やした。水府煙草生産同業組合は太田町周辺の2町16村で組織された連合煙害調査会とともに煙害被害糾弾の急先鋒となり、1913年（大正2年）7月には日立鉱山側に対して「早急に煙害防止工事を実施するかタバコ生育期間である5月から9月にかけての精練を中止をするよう」などといった要求を行うに至った。その後も被害の目立った軽減が見られないため、水府煙草生産同業組合は他地域の組合への応援要請を行い、日立鉱山幹部への直談判、更には知事、専売局長を通じて大蔵大臣そして農商務大臣への陳情を計画した。。
またタバコは当時の国税の中で大きなウエイトを占めていたため、日立鉱山の排煙によるタバコの被害は大きな問題とされ、1912年（大正元年）9月には水戸専売支局長から日立鉱山の煙害問題に関して遺憾の意が表明されるに至った。

### 鉱山経営の重圧となった煙害
煙害の激化に伴う損害賠償額の増大は日立鉱山の経営に影響を及ぼすようになった。1914年（大正3年）には総額約24万円の補償金を支払い、これは鉱山の銅売上高の3.3パーセントとなった。また鉱山周囲の環境の悪化も顕著であった。まず鉱山周辺の山林は完全なはげ山と化して土砂の崩落や山火事が頻発するようになり、鉱山本体の操業にも悪影響をもたらすようになっていた。そして激しい煙害は精錬所で働く労働者やその家族たちも直撃した。特に政府からの命令煙突（別名阿呆煙突）の使用開始後、気象状況によってはたちこめる排煙のために精錬所の操業が不能になる事態が発生し、日立鉱山で働く労働者たちが住む鉱山住宅からも苦情が出るようになり、また小学校からも生徒たちの健康に悪影響が現れているとして煙害対策を求められた。
被害の広域化、深刻化は周辺住民との摩擦を激化させていた。これまで地域住民との話し合いによって被害についての補償を行うことで比較的平和的な問題解決が図られていたが、茨城県当局が問題解決のために鉱山側と住民との仲介努力を行うことに消極的で事態を傍観していたこともあり、1914年（大正3年）頃には地域住民たちの中から鉱山襲撃を唱える声が噴出するに至った。

## 煙害への対策
激化する煙害は鉱山周辺の被害地に多額の損害賠償の支払いを要することになったのみならず、鉱山本体の操業にも悪影響を与えた。鉱山経営の危機に見舞われた日立鉱山側は煙害に対する様々な防止策を講じた。当初、様々な努力にもかかわらず有効な対処方法が見出せなかったが、大煙突の完成、そして気象条件の悪い時に精練を制限する制限溶鉱の実施によって、煙害被害を大きく減らすことに成功した。

### 神峰煙道の建設
煙害の原因は精錬時の排煙に含まれる亜硫酸ガスを中心とした有毒物質である。そのため排煙中に含まれる有毒物質を希釈して排出すれば煙害の軽減が図られると考えられた。日立鉱山では1911年（明治44年）5月に、政府の指令により、神峰山の尾根筋に中間から送風して排煙ガスを希釈をするための長さ約1635メートルに及ぶ神峰煙道を完成させた。煙道中には二百馬力の送風機を設けて排煙を送り込み、十数か所の排煙口から排出するようになっていた。神峰煙道は山の中腹の十数か所から煙を出している形状が、遠くから眺めると大きなムカデが山を登っているように見えたところから「百足煙道」とも呼ばれた。
山の尾根を利用して造られた長い煙道に設けられた十数か所の排出口から排煙して、有害物質の濃度を薄めることをもくろんだ神峰煙道であったが、主な有害物質である亜硫酸ガスは空気よりも重く、排煙は谷筋に集まって山を下り人家の方へ降りていくために煙害防止の効果はほとんどなかった。当時、日立鉱山の経営規模の拡張が続けられており、1912年（明治45年）6月には神峰煙道を更に延長する計画が持ち上がった。しかし同月、足尾、別子、小坂、日立という日本を代表する銅山周辺での煙害問題が社会問題化していたことを重く見た政府は、日立鉱山に対しても排煙中のガス濃度を規定の濃度以下に抑えるための煙突を造るように命じたため、神峰煙道の延長計画は実現しなかった。結局神峰煙道は大煙突の完成後使用が中止され、鉄骨の回収のために解体された。

### 理化学的予防策の試行と挫折
精練時に発生する亜硫酸ガスを中心とした有毒物質を除去して煙害を防止するアイデアも試された。1911年（明治44年）6月には、溶鉱炉からの排煙から硫酸を製造する試験工場が完成し、稼動を開始した。しかし当時の技術では排煙中の亜硫酸ガスから硫酸を安定して生産することが困難であり、結局硫化鉄鉱を焙焼して硫酸を製造するようになって安定した操業が可能になった。しかし化学工業が十分に発展していなかった当時、硫酸の需要は極めて少なく、結局1915年（大正4年）末には硫酸製造工場は閉鎖された。
また煙突中に溜まった煙灰から二硫化炭素を精製し、殺鼠剤として販売する事業も行ったがやはり軌道に乗らず、1915年（大正4年）末には中止された。そして溶鉱炉内に重油を入れ、その結果発生する硫化水素と亜硫酸を化合させて硫黄を回収する仕組みの還元溶鉱炉の研究も行われたが、当時の技術力では採算に合わず、その試みも中止された。理化学的な方法で煙害問題に対応が行われるようになるのは、日立鉱山では1930年代後半以降のことになる。

### 通称阿呆煙突の建設

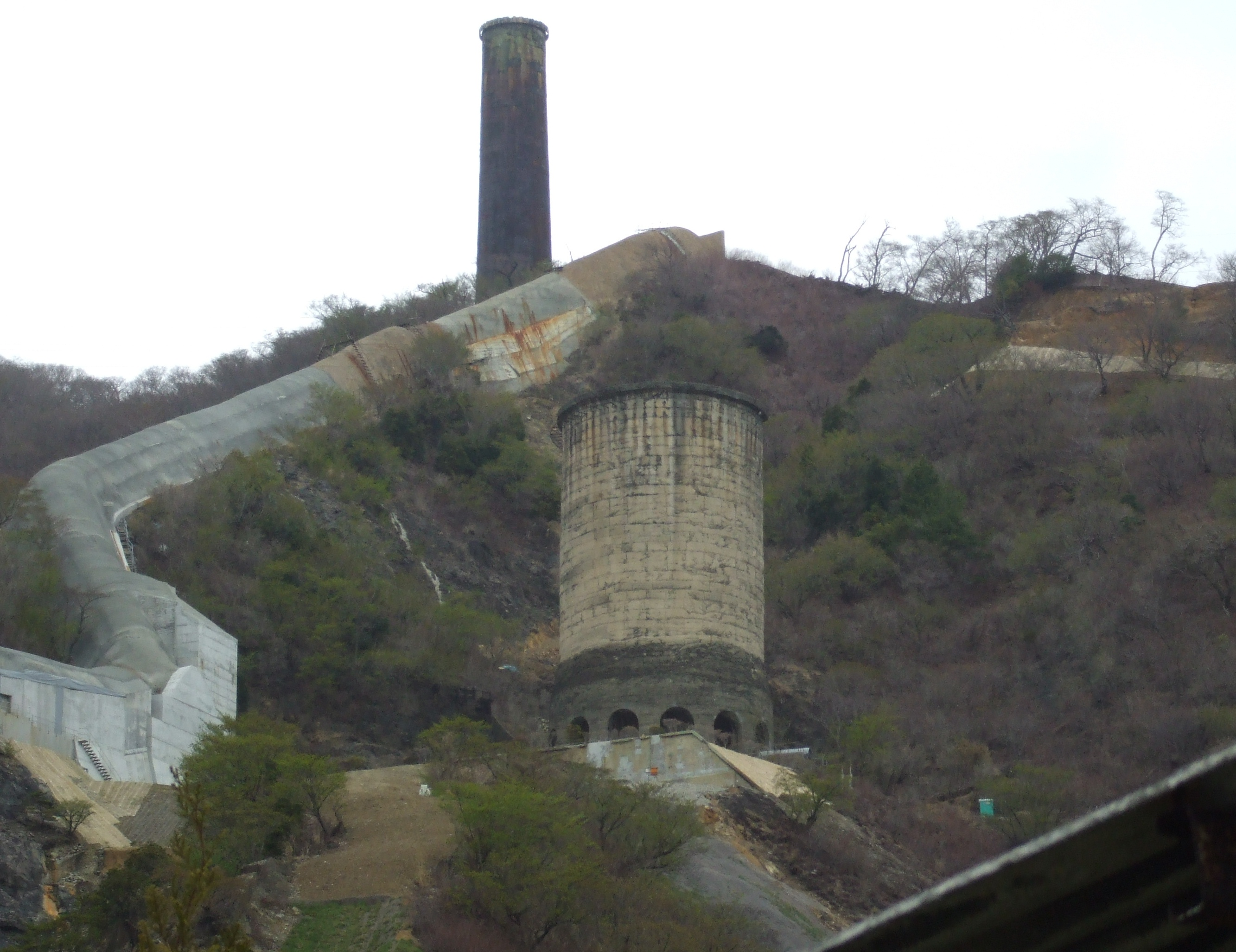
画面中央の太くて短い煙突が通称阿呆煙突。画面上方の煙突は崩壊によって短くなった大煙突

当時、日立鉱山のみならず足尾、別子、小坂など日本を代表する銅山の近隣は排煙や鉱毒を含む排水による被害が拡大しており、大きな社会問題となっていた。政府としてもそのような状況を放置できず、1909年（明治42年）に鉱害予防調査会を発足させ、煙害などの鉱害を予防する研究に着手した。
鉱毒予防調査会で検討された結果、亜硫酸ガスを主成分とする排煙中の有毒物質を希釈して排出することが煙害予防の対策として有効であると判断され、1912年（明治45年）6月に農商務省から日立鉱山へ、排煙中の亜硫酸ガスを規定の濃度以下にして排出する煙突を建設し、煙塵は煙道内で集塵装置などを設けて回収するようにとの、いわゆる「排煙ガス濃度制限命令」が下りた。この命令に従い、高さが低く口径が太く、排煙を希釈する構造を持った煙突が建設されることになった。日立鉱山では煙突基部に送風口を13ヵ所を設けた、高さ36メートル、内径18メートルの煙突を建設した。最終的には同じような構造の煙突を3基建設するとしたが、神峰煙道の建設結果から日立鉱山側は排煙中の有毒物質を希釈するという方法そのものの有効性を疑っており、まず1基を作ってその結果を見ることにした。なお、当時同様の煙突が別子銅山の精練を行っていた四阪島では6基、足尾銅山では4基、そして尾去沢鉱山でも建設された。
政府命令によって建設された煙突は1913年（大正2年）6月に完成し、使用が開始された。煙突から排出される排煙中の亜硫酸ガスの濃度は、政府が命令した濃度を大きく下回っていた。しかし煙突の使用開始直後、太田でタバコに大きな煙害が発生するなど、煙害は全くなくならなかった。むしろ大雄院の精錬所近くに設けられた煙突からの有毒な排煙は気象条件によっては精錬所周辺に滞留し、精錬所の操業も不可能となる事態を引き起こし、使用中止に追い込まれた。この政府の命令によって建設された煙突はその建設の経緯により「命令煙突」、その形状から「ダルマ煙突」とも呼ばれたが、全く煙害防止に効果がなかったことから近隣住民より「阿呆煙突」と呼ばれるようになってしまった。

### 大煙突の建設

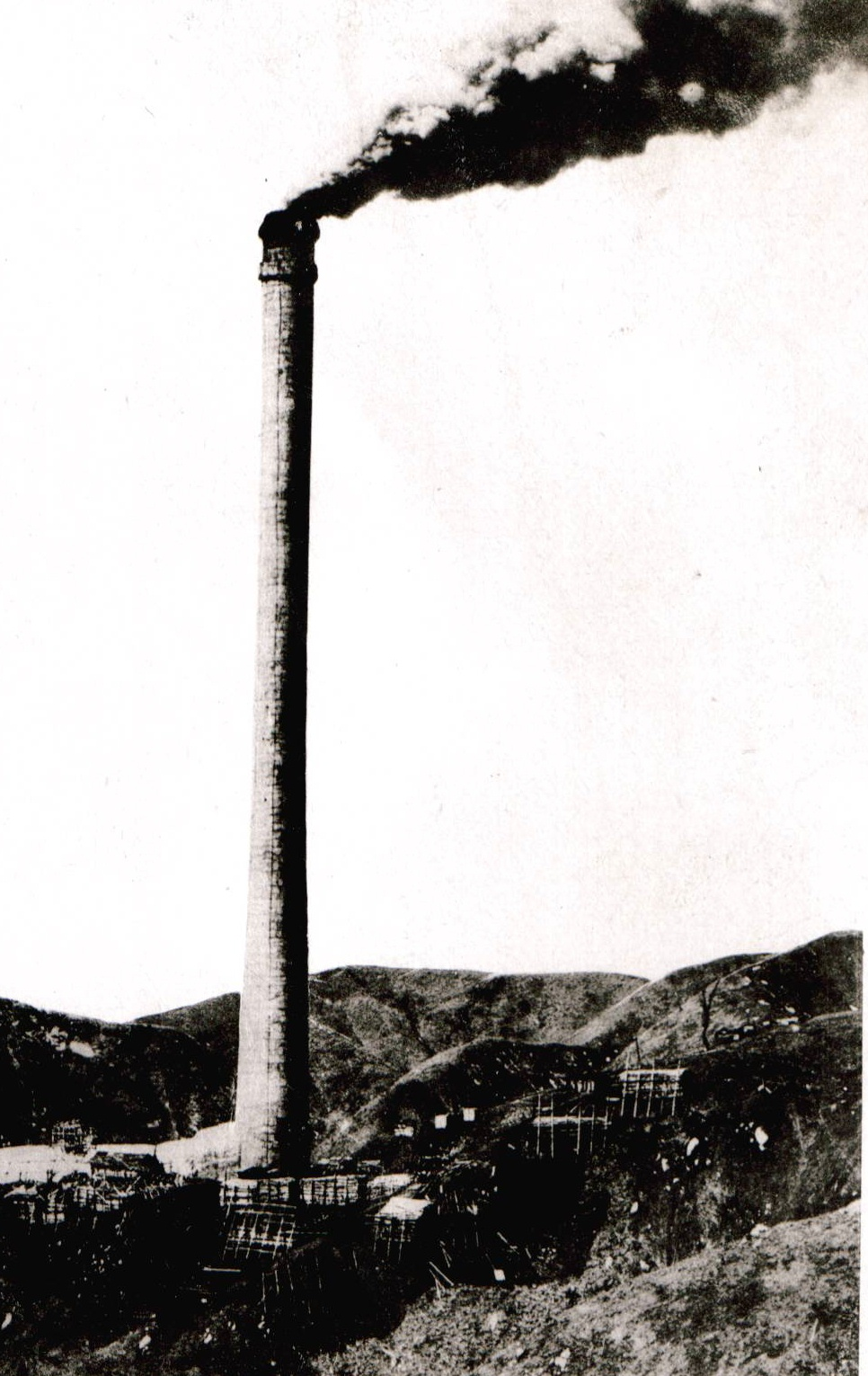
大煙突、大正初期の絵葉書より。

煙害を防止する施策に行き詰まる中、1914年（大正3年）には茨城県北部一帯に煙害が広まり、日立鉱山が支払った煙害補償金の総額は当時の金額で約24万円に達した。久原房之助はこのような八方塞りの状況下で大煙突の建設を提唱した。久原は「小坂鉱山での体験から考えて煙は煙突から真っすぐ上昇するので、高い煙突から排煙を放出すれば高層の気流に乗って拡散し、煙害は必ず軽減できる」。と主張した。
この久原の提案に対しては賛否両論が唱えられた。反対意見の中で代表的なものとしては、「煙突を高くすればするほど排煙の到達範囲が広がり、より広い地域に対して煙害の補償金を支払わなければならなくなる」。といったものであった。また煙害は悪天候で煙が拡散しにくい気象条件の時に多く発生するため、悪天候時には少々煙突を高くしても排煙は地表近くに下りるために効果がないだろう等の意見も出された。そして大煙突の建設に多額の費用をかけるのならば、理化学的な方法で有毒物質を取り除く抜本的解決法の研究にその費用を回すべきとの提案もなされた。
久原の提案を評価する意見も出された。まず日立鉱山で使われた煙突からの排煙について分析した結果、排煙は排出後には空気中に拡散されるため、地上までの距離が遠い高所から排出すれば地上に届くまでに希釈がなされるといった分析結果が出された。また高煙突が本当に煙害解決に有効であるかどうか、神峰山の山頂に観測所を設けて高層の気流について調査し、陸軍気球隊の指導を受けて気球による高層気象観測も実施した。また風洞による実験や、久慈川の川底に模擬煙突を立てて実験を繰り返した。その結果、高煙突が煙害防止に有効であると判断された。観測や実験の結果、煙突の高さも久原が当初構想した350尺（約106メートル）よりも高い500尺（約150メートル）とし、しかも精錬所から約200メートル高い、標高約325メートルの山の中腹に建設される計画となった。実際に建設された大煙突は当時アメリカにあった世界最高の煙突が506フィートであったため、それを越える511フィート（155.7メートル）の高さとなった。1914年（大正3年）4月8日、日立鉱山から農商務大臣に大煙突の建築許可申請が出された。農商務大臣からは4月14日に建設許可が下り、鉄筋コンクリート製の大煙突の建設が開始された。
日本では前例がない鉄筋コンクリート製の大煙突は、耐震設計にも留意するなど最新の技術を導入して建設が進められ、3万7000人の人員と15万2000円の工費をかけて、9か月の工期で1914年（大正3年）12月に煙突本体の工事が完成し、翌1915年（大正4年）2月末までに付帯工事も完成し、3月1日より使用が開始された。日立鉱山の大煙突は日本では初の高煙突で排煙を拡散させる方式の煙突であった。
大煙突の使用開始後、日立鉱山周辺では煙害は激減した。また鉱山から距離がある場所の中で鉱山より南側では被害は少なくなったが、北側の一部では被害が拡大したところも見られた。煙害の軽減には大煙突とともに、気象条件が悪い時に行われた精錬を制限する制限溶鉱の組み合わせが機能するようになることが必要であった。

### 制限溶鉱の実施

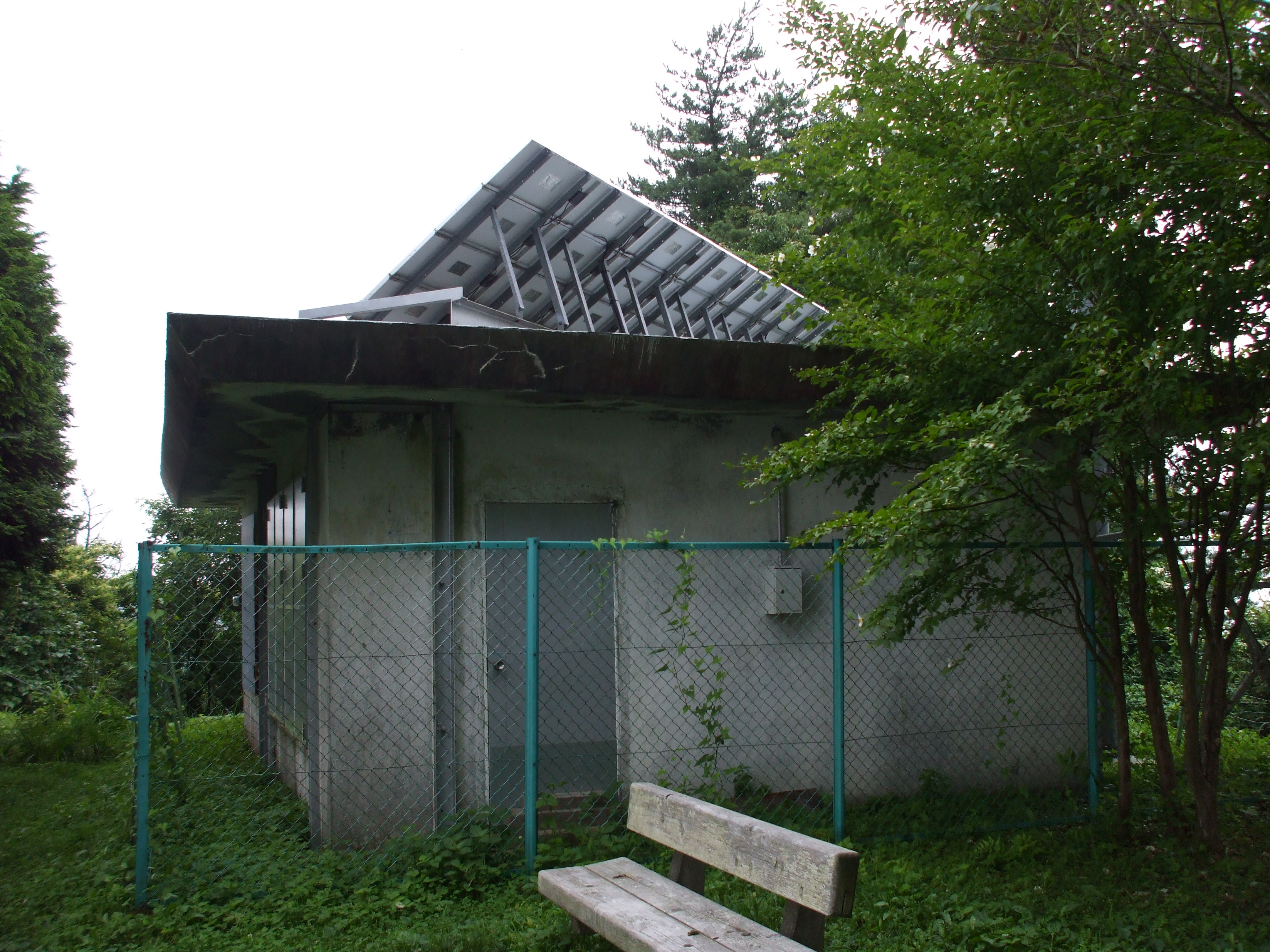
1910年6月から1952年2月まで、日立鉱山の手によって気象観測が続けられてきた神峰山山頂の気象観測所。

気象条件によって精練を制限する制限溶鉱は、日立鉱山以前に別子銅山でも採用されていた。日立鉱山では1914年（大正3年）頃から採用された。精練を制限することは精錬所の機能低下をもたらし生産低下に直結するため、精練の現場では当初強い反対意見が出されたが、煙害の被害が拡大する中、制限溶鉱が行われるようになった。
制限溶鉱が具体的にどのような方法で行われていたのか記録には残っていない。ただ実際に溶鉱炉で制限溶鉱を行った技術者たちの証言から、溶鉱炉への送風量を絞る、硫黄分の多い銅鉱石などの使用量を減らしコークスの分量を増やすなどといった方策が採られたと考えられる。また気象条件の良い時に鉱石を焙焼して硫黄分の少ない原料を用意し、気象条件が悪い時に用いることも行われたと考えられる。当時の溶鉱炉の操業は熟練を要し、炉内の条件の変化によって精練が困難になることがあり、制限溶鉱の実施は困難が大きかった。
制限溶鉱を効果的に実施するためには、気象状況の把握が不可欠であった。一般的に排煙の拡散は好天時は良く天候が悪い時には思わしくなく、特に梅雨時などで湿度が高い時は排煙は拡散せずに被害を与えることが多かった。また東または北東からの風が吹く時は、排煙が風に乗って被害をもたらすことが多かった。そこで日立鉱山では神峰山山頂の神峰気象観測所など各地に気象観測所を設け、気象観測網を構築した。気象観測網での観測結果に基づき、被害発生が予想される天候状態と判断された場合、気象観測主任から警報が発令され、制限溶鉱が実施された。
大煙突と気象観測に基づく制限溶鉱は煙害被害を確実に減少させ、煙害の賠償金支払いは1914年（大正3年）の約24万円をピークとして、1932年（昭和7年）には4万円台にまで減少した。
煙害予防のための気象観測は、1915年（大正4年）から1920年（大正9年）頃にかけて最も活発に行われた。戦後になって技術の進歩により、精錬時に発生する亜硫酸ガスから硫酸が製造されるようになった結果煙害が減少したため、1952年（昭和27年）に神峰山観測所が廃止されて日立鉱山の手による気象観測は終了した。しかし神峰山の気象観測所は茨城県北部における貴重な気象観測拠点であったことから、同年に日立市営の天気相談所として神峰山の気象観測所は気象観測を続けることとなった。そして1973年（昭和48年）に、神峰山気象観測所は無人気象観測所となり現在に至っている。
また第一次世界大戦の好況時、久原房之助は日立鉱山の生産量の更なる増大をもくろみ、大煙突の約2倍の高さを持つ300メートルクラスの新たな大煙突建設を計画した。そのため1915年（大正4年）12月から、気球を使用して高層気象データを収集した。しかし第一次世界大戦後の不況の結果、新たな大煙突建設計画は中止となり1919年（大正8年）11月に高層気象観測も中止された。

## 試験農場と植林事業
日立鉱山の煙害対策で特徴的なことの一つとして、試験農場を設けて煙害についての研究を行い、煙害補償の算定に生かすとともに煙害に強い品種の選定や煙害に対応する作物の育て方などについて研究したことと、また排煙に強い植物を選び出して荒廃した山林に植樹を精力的に行ったり、苗木の無償配布を実施して森林の回復に努めたことが挙げられる。

### 試験農場の成果
日立鉱山では1908年（明治42年）度に最初の試験農場を設立した。設立当初は亜硫酸ガスを植物に噴霧して植物の種類ごとの耐煙性の試験を行っていたが、やがて煙害の損害賠償を行うにあたって参考とするための煙害被害の研究、そして煙害に強い品種の選定、煙害に強い栽培方法の研究に取り組むようになった。業務拡大に伴い試験農場は数ヶ所に設けられたが、大煙突完成後の被害減少に伴い、現東海村の石神農場にほぼ集約された。
日立鉱山の煙害補償では、被害者である農民側との間でしばしば煙害による被害なのかどうか論争となったため、試験農場での研究成果はまず煙害の被害認定と損害賠償の基礎資料として用いられることになった。そして農場での試験の結果、耐煙性があるとされた品種について被害地に種子や苗木の配布を有償ないし無償で行った。また被害を最小限に食い止めるための栽培方法を研究し、被害が甚大であった地域には、作物の耐煙性を高め生育を促進することに効果があることがわかった肥料を、1911年（明治44年）から被害補償として現物給付することも行った。
また試験農場では農業経営の改善のために試験農場の利用を勧めていて、新しい設備が整っている試験農場で農業技術者から指導や助言を受けたり、新品種の導入や栽培技術の研修に試験農場の設備を利用する農民も現れた。そして試験農場では実用的な農業研究も行われており、専門誌にその成果が報告されることもあった。

### 植林事業とその成果
日立鉱山の生産量が拡大する中、まず大雄院の精錬所付近の木々が枯れ、山肌が露出するようになった。早くも1909（明治42年）に杉皮で精錬所付近の山肌を覆い、砂防工事を行って土砂災害を防ごうと試みた。しかし煙害が継続する中、これは一時しのぎにしかならず、1910年（明治43年）には東京大林区署から砂防緑化をするよう通達を受け、更には直接監督官庁である東京鉱務所からも土砂崩潰防止命令が下り、日立鉱山側は本格的な砂防、植林事業の実施を迫られた。
日立鉱山ははげ山となった山肌にカヤを植えた上に、試験農場での耐煙性試験の結果好成績を挙げていたオオシマザクラとヤシャブシを中心とした植樹を開始した。石神農場では植樹のための苗木の育成も始められ、大煙突の完成によって煙害が減少した1915年（大正4年）以降、本格的な植樹を開始した。植樹は日立鉱山の所有林ばかりではなく煙害を蒙った国有林にも積極的に行われた。更に日立鉱山は煙害の被害地に対してオオシマザクラ、クロマツなどの苗木を1937年（昭和12年）までに約513万本の無償配布を行い、森林の回復に努めた。当初、オオシマザクラを大量に植えた影響で昭和初期に大虫害が発生したことにより、その後は多種の樹木を植えるように方針転換がなされるといった失敗もあったが、植樹事業は現在、旧日立鉱山の周辺に豊かな森林が回復するなど大きな成果をもたらすことになった。
また煙害被害地でオオシマザクラの植樹が進む中、日立市内ではソメイヨシノを中心とした桜の植樹が盛んに行われるようになった。ソメイヨシノの苗木も当初石神農場で育成されたものであり、戦前から日立は桜の名所として知られるようになった。戦後も続けられた桜の植樹の結果、桜は日立市の花とされ桜の名所の一つとして知られるようになった。

## 技術革新と煙害問題の終焉
煙害は精練による排煙に含まれる亜硫酸ガスなどの有毒物質が原因である。そのため排煙中の有毒物質が除去されれば煙害はなくなるはずである。技術革新が進む中、排煙中の有毒物質除去の方策が徐々に進められていった。
まず最初に除去が可能になった有毒物質は排煙中に含まれる重金属などの煙塵であった。これはコットレル式集塵装置が1936年（昭和11年）、日立鉱山で採用され煙塵の90パーセント以上が回収されるようになった。煙塵の中には金、銀、銅などが含まれ、有用金属の回収という面からも成果があった。1939年（昭和14年）には低品位の含銅硫化鉄鉱から硫酸を製造するようになった。これは硫化鉄鉱として商品とならないため、そのまま銅を精錬する溶鉱炉に投入されていた硫黄の品位35パーセント程度の低品位含銅硫化鉄鉱からまず硫酸を製造することになったため、大煙突から排出される亜硫酸ガスの減少へと繋がった。
戦後になって画期的な排煙対策が実現する。これは精練の過程で排出される亜硫酸ガスから硫酸を製造するもので、1951年（昭和26年）4月に完成した。この結果排煙中に含まれる亜硫酸ガスの量は半減し、煙害は激減することになった。この結果、1910年（明治43年）から続けられてきた日立鉱山による神峰山での気象観測が1952年（昭和27年）2月に終了し、日立市に引き継がれた。
その後1958年（昭和33年）4月の酸素精錬法の実施によって排煙中の亜硫酸ガスは約7割、回収されるようになった。そして1972年（昭和47年）12月、自溶炉の運転開始によってほぼ100パーセント、排煙中の亜硫酸ガスの回収が可能となり、日立での煙害は最終的に終焉した。しかし貿易の自由化などの経済状況の変化は日立鉱山を容赦なく襲い、わずか4年後の1976年（昭和51年）、自溶炉は操業停止となり、日立では粗銅を電気銅とする電練工場中心の操業となった。

## 日立鉱山での鉱害問題の特徴
日立鉱山の鉱害問題の特徴としては、まず茨城県などの行政の仲介を頼むことなく、加害者である鉱山側と被害者との間で、話し合いの中で被害に対する補償を行っていくという平和的な解決がおおむね図られたことが挙げられよう。これはまず江戸時代から鉱害問題は補償によって解決する習慣が地域にあったこと、日立鉱山の経営者であった久原房之助は小坂鉱山時代から補償による鉱害問題解決を行っていたこと、地域住民も補償による問題解決を求めたことなどが要因として考えられる。
日立鉱山側の対応は全体として足尾銅山や別子銅山など他の地域と比べて丁寧であった。これは江戸時代の赤沢銅山時代から地域住民は鉱害問題に敏感で、鉱山経営者としても地元の意向を無視して鉱山経営を行い得なかったという面や、当時大きな社会問題化していた足尾銅山の鉱毒問題など、鉱害問題に対する関心が高まってる中では丁寧な対応が必要であったという面もあるが、日立鉱山の経営者である久原房之助が持つ、「一山一家」という鉱山全体を一つの共同体と見る思想が大きく影響したと考えられている。鉱山を一つの共同体とした久原は、鉱山近隣の地域も含めて大きな一つの共同体であると考えており、その結果、共同体内で発生した鉱害問題には補償を行っていく方針を立てたと見られている。そして近隣を含めた一つの共同体として考えた場合、鉱山近隣と遠方では鉱山側の対応に変化が生じた面も指摘されている。久原は後に実業界から政界へ転身し、政友会総裁を務めるなど活躍するが、その中で「一国一党」「一国一家」などといった政治理念を示していく。これは日立鉱山の経営で見せた「一山一家」という思想の延長線上にあるものと考えられる。
被害者側運動の中心となって活躍した関右馬允が持つ、鉱害の被害者と加害者である鉱山側との共存共栄の思想は、被害者側の運動全般に広がった。このため一部の例外を除き、足尾銅山などで見られたような鉱山操業停止要求などといった過激な活動は見られず、おおむね鉱山側との共存共栄を目指すものとなった。これは「一山一家」という思想に基づく、地域共同体を重視する日立鉱山側の対応と合致し、被害者と加害者双方の話し合いの中で問題解決を図っていくことが可能となり、深刻な被害の割に大きな社会問題化が避けられることになった。作家の新田次郎は、この煙害問題解決に奔走した関右馬允を主人公モデルとした小説『ある町の高い煙突』を1969年（昭和44年）に書いている。
またこのような比較的平穏な解決がなされた背景には、鉱害が最も深刻化した大正初期、日立鉱山の経営は右肩上がりで鉱害に対する補償費用を支出する余裕があったこと、大煙突の建設、制限溶鉱の実施という鉱害対策に成功したこと、そして足尾銅山の鉱毒問題など、当時大きな社会問題となっていた鉱害問題の経緯から鉱害問題の関心が高まっており、鉱害の被害者のみならず、加害者である日立鉱山側も鉱害問題に対して真剣に対応する必要性が高かったことも大きかった。